# Jardins de pedra
Jardins de pedra (títol original: Gardens of Stone) és una pel·lícula estatunidenca de Francis Ford Coppola dirigida el 1987 i doblada al català.

## Argument
El 1966, el sergent Clel Hazard (James Caan) i el sergent-major Goody Nelson (James Earl Jones), ja veterans de la guerra del Vietnam, són aïllats al batalló d'exhibició a Washington. Tenen sota els seus ordres joves reclutes que oficien als innombrables enterraments de soldats morts al Vietnam al cementiri militar d'Arlington, conegut també per "Els jardins de pedra", un campo santo amb amplies i ondulats turons sembrats de làpidas de marbre. Quan desembarca un jove soldat fanatitzat, Jackie Willow (D.B. Sweeney), fill d'un vell amic d'Hazard, aquest el pren sota la seva protecció malgrat les seves divergències d'opinió sobre la guerra en curs.
Willow no somia més que amb guerra i amb medalles mentre que Hazard, que ha conegut el merder vietnamita prova de fer-li comprendre que aquesta guerra no és com les altres. Mentre que Willow retroba la seva expromesa amb qui s'acabarà casant, Hazard coneix una periodista (Anjelica Huston), violentament oposada a la guerra. L'idil·li es concretarà malgrat tot mentre que Willow, oficial, marxa al Vietnam on, desenganyat, com ho ensenya el seu correu, hi acabarà mort per desesperació del sergent Hazard.

## Repartiment
- James Caan: Sergent Clell Hazard
- Anjelica Huston:	Samantha Davis
- James Earl Jones: Sergent Maj. "Goody" Nelson
- D.B. Sweeney: Soldat ras Jackie Willow
- Dean Stockwell:	Capità Homer Thomas
- Mary Stuart Masterson:	Rachel Feld
- Dick Anthony Williams: Primer Sergent Slasher Williams
- Lonette McKee:	Betty Rae
- Samuel Bottoms:Tinent Webber
- Elias Koteas: Pete Deveber,
- Laurence Fishburne: Caporal Flanagan
- Casey Siemaszko: Soldat ras Albert Wildman
- Peter Masterson:	Cor. Feld
- Carlin Glynn: Mrs. Feld
- Erik Holland: Cor. Godwin
- Bill Graham: Don Brubaker